# Panama op de Olympische Zomerspelen 1992
Panama nam deel aan de Olympische Zomerspelen 1992 in Barcelona, Spanje. 

## Deelnemers en resultaten

### Atletiek
| Olympiër          | Discipline | Resultaat | Prestatie             |
| ----------------- | ---------- | --------- | --------------------- |
| Florencio Aguilar | 100m (m)   | 42e       | serie 2: 5de in 10,73 |

### Gewichtheffen
| Olympiër         | Discipline | Resultaat | Prestatie                                                      |
| ---------------- | ---------- | --------- | -------------------------------------------------------------- |
| Matilde Ceballos | -60kg (m)  | 27e       | trekken: 26ste met 110kg stoten: 27ste met 130kg totaal: 240kg |

### Worstelen
| Olympiër       | Discipline     | Resultaat      | Prestatie                                                    |
| Grieks-Romeins | Grieks-Romeins | Grieks-Romeins | Grieks-Romeins                                               |
| -------------- | -------------- | -------------- | ------------------------------------------------------------ |
| Ramón Meña     | -52kg (m)      | DSQ            | groep B: 5de V van NOR Rønningen: 0-4 W van MAR Tango: 3-1   |
| Luis Sandoval  | -100kg (m)     | 13e            | groep B: 7de V van HUN Növényi: 0-4 W van GER Steinbach: 0-4 |

### Zwemmen
| Olympiër       | Discipline          | Resultaat | Prestatie               |
| -------------- | ------------------- | --------- | ----------------------- |
| Ricardo Torres | 100m schoolslag (m) | 41e       | serie 4: 6de in 1.06,05 |
| Ricardo Torres | 200m schoolslag (m) | 34e       | serie 4: 7de in 2.21,93 |
| Ricardo Torres | 200m wisselslag (m) | 41e       | serie 3: 6de in 2.12,01 |

Albanië · Algerije · Amerikaanse Maagdeneilanden · Amerikaans-Samoa · Andorra · Angola · Antigua en Barbuda · Argentinië · Aruba · Australië · Bahama's · Bahrein · Bangladesh · Barbados · België · Belize · Benin · Bermuda · Bhutan · Bolivia · Bosnië en Herzegovina · Botswana · Brazilië · Britse Maagdeneilanden · Bulgarije · Burkina Faso · Canada · Centraal-Afrikaanse Republiek · Chili · China · Chinees Taipei · Colombia · Congo-Brazzaville · Cookeilanden · Costa Rica · Cuba · Cyprus · Denemarken · Djibouti · Dominicaanse Republiek · Duitsland · Ecuador · Egypte · El Salvador · Equatoriaal-Guinea · Estland · Ethiopië · Fiji · Filipijnen · Finland · Frankrijk · Gabon · Gambia · Gezamenlijk team · Ghana · Grenada · Griekenland · Groot-Brittannië · Guam · Guatemala · Guinee · Guyana · Haïti · Honduras · Hongarije · Hongkong · Ierland · IJsland · India · Indonesië · Irak · Iran · Israël · Italië · Ivoorkust · Jamaica · Japan · Jemen · Jordanië · Kaaimaneilanden · Kameroen · Kenia · Koeweit · Kroatië · Laos · Lesotho · Letland · Libanon · Libië · Liechtenstein · Litouwen · Luxemburg · Madagaskar · Malawi · Malediven · Maleisië · Mali · Malta · Marokko · Mauritanië · Mauritius · Mexico · Monaco · Mongolië · Mozambique · Myanmar · Namibië · Nederland · Nederlandse Antillen · Nepal · Nicaragua · Nieuw-Zeeland · Niger · Nigeria · Noord-Korea · Noorwegen · Oeganda · Oman · Oostenrijk · Pakistan · Panama · Papoea-Nieuw-Guinea · Paraguay · Peru · Polen · Portugal · Puerto Rico · Qatar · Roemenië · Rwanda · Saint Vincent‑Grenadines · Salomonseilanden · Samoa · San Marino · Saoedi-Arabië · Senegal · Seychellen · Sierra Leone · Singapore · Slovenië · Soedan · Spanje · Sri Lanka · Suriname · Swaziland · Syrië · Tanzania · Thailand · Togo · Tonga · Trinidad en Tobago · Tsjaad · Tsjecho-Slowakije · Tunesië · Turkije · Uruguay · Vanuatu · Venezuela · Verenigde Arabische Emiraten · Verenigde Staten · Vietnam · Zaïre · Zambia · Zimbabwe · Zuid-Afrika · Zuid-Korea · Zweden · Zwitserland · Onafhankelijke olympische deelnemers